# Isabelle Hénault
Isabelle Hénault (PhD) est une psychologue et une sexologue exerçant à l'Université du Québec à Montréal, au Canada. Elle a développé un programme relationnel et d'éducation sexuelle adressé aux personnes autistes. Elle collabore à de nombreuses initiatives de recherche internationales impliquant l'éducation socio-sexuelle et les relations interpersonnelles. Elle est l'auteure de Asperger's Syndrome and Sexuality: From Adolescence through Adulthood.

## Publications
- Isabelle Hénault, Le syndrome d'Asperger et la sexualité: de la puberté à l'âge adulte, Chenelière éducation, 2005, 210 p. (ISBN 2-7650-0935-X et 9782765009351, lire en ligne)
- Isabelle Hénault, Sexualité et syndrome d'Asperger : Éducation sexuelle et intervention auprès de la personne autiste, De Boeck Supérieur, coll. « Questions de personne. Série TED », 2010, 224 p. (ISBN 280413783X et 9782804137830, lire en ligne)